# 月夜の恋人たち
「月夜の恋人たち」（つきよのこいびとたち）は、今井美樹の19枚目のシングル。2000年5月24日発売。発売元はワーナーミュージック・ジャパン。

## 収録曲
作曲・編曲　布袋寅泰
1. 月夜の恋人たち　 
  - 作詞　布袋寅泰
2. Have you ever loved somebody?
  - 作詞　岩里祐穂
3. 月夜の恋人たち (Instrumental)
4. Have you ever loved somebody? (Instrumental)